# Ахметов Даніал Кенжетайович
Даніал Кенжетайович Ахметов (каз. Даниал Кенжетайұлы Ахметов, нар. 15 червня 1954) — казахський політик, прем'єр-міністр Казахстану від червня 2003 до січня 2007 року.

## Кар'єра
Критики називають його «Термінатор», прізвисько він отримав, перебуваючи на посаді губернатора Павлодарської області за дії в придушенні прихильників Галимжана Жакіянова, попереднього губернатора. 8 січня 2007 вийшов у відставку з посту прем'єр-міністра. Він не повідомив про причину, але президент Нурсултан Назарбаєв жорстко критикував його за перевитрати й інші адміністративні помилки. Президент прийняв його відставку, й одразу ж призначив його виконувачем обов'язків голови уряду.
11 листопада 2014 року був призначений на пост губернатора Східноказахстанської області.